# Agua Dulce, Agua Dulce
Agua Dulce är en kommunhuvudort i Mexiko.   Den ligger i kommunen Agua Dulce och delstaten Veracruz, i den sydöstra delen av landet, 500 km öster om huvudstaden Mexico City. Agua Dulce ligger 21 meter över havet och antalet invånare är 36 119.
Terrängen runt Agua Dulce är platt. Runt Agua Dulce är det ganska glesbefolkat, med 45 invånare per kvadratkilometer. Agua Dulce är det största samhället i trakten. I omgivningarna runt Agua Dulce växer i huvudsak städsegrön lövskog.